# Place Dumoustier
Pour les articles homonymes, voir Dumoustier.
La place Dumoustier est une voie de Nantes, en France.

## Situation et accès
Située dans le Centre-ville de Nantes, la place Dumoustier est rectangulaire. Bitumée, elle accueille une aire de stationnement automobile qui occupe la plus grande partie de sa surface. La place est agrémentée d'une dizaine d'arbres. Elle est desservie par les rues Notre-Dame, du Refuge, Ogée, Portail et Saint-Denis. Elle se situe à quelques dizaines de mètres au nord-est de la place Saint-Pierre, qui abrite le parvis de la cathédrale, ainsi qu'à une soixantaine de mètres à l'est de la rue de Strasbourg, l'une des principales artères du centre-ville.

## Origine du nom
en hommage à Pierre Dumoustier (1771-1831), général d'Empire mort à Nantes.

## Historique
À l'emplacement de l'actuelle place Dumoustier, le premier duc de Bretagne, Alain Barbetorte, est inhumé, en 952, dans l'église Sainte-Marie, qu'il a fait construire après sa victoire sur les Normands en 937, sur un emplacement où préexistait une chapelle également consacrée à Marie. Cette église est érigée en collégiale, en 1325. L'édifice, appelé collégiale Notre-Dame de Nantes, a abrité les tombeaux du duc Pierre II de Bretagne et de son épouse Françoise d'Amboise. François II et Anne de Bretagne embellissent l'édifice, qui se voit par la suite adjoindre les chapelles Saint-Claude (ou de Rouville), Saint-Thomas (construite de 1514 à 1524 sous l'impulsion de l'évêque de Dol Thomas II Le Roy), Saint-Jacques et Saint-Philippe (après 1533), et une autre en 1548.
Lors de la Révolution, devenue bien national, l'église abrite 300 chevaux.
En 1820, l'édifice est utilisé comme marché. Mal entretenue, l'église tombe en ruine. Seule la chapelle Saint-Thomas résiste quelque temps, servant de dépôt de cercueil, de magasin pour un facteur d'orgue, et d'atelier de forgeron. Elle est détruite en 1865.
La place s'est appelée « place Notre-Dame » (du nom de l'église disparue, sur l'emplacement de laquelle la place a été aménagée).
La mairie de Nantes achète la « propriété Voruz » (partie ouest de l'église, à partir du niveau de la rue Saint-Denis) en 1828 ou 1829, dans le but d'aménager une nouvelle place, qui est baptisée place Dumoustier le 23 janvier 1832. En 1835, la municipalité y fait apposer une plaque à la mémoire de Françoise d'Amboise. La moitié ouest de l'ancienne église est intégrée dans de nouveaux bâtiments, et partiellement détruite, cette zone restant construite et constituant la limite est de la place.
Le marché qui se tenait sur la place Saint-Pierre voisine est officiellement transféré sur la place Dumoustier en 1836. La place est abaissée, nivelée, et son pavage est renouvelé en 1857,. En 1871, après percement de la rue Portail et modification de son tracé au sud pour alignement, la place Dumoustier, débarrassée du muret qui l'entourait encore, connaît son tracé définitif.
Sous la place Dumoustier se trouve la crypte de l'ancienne église.

## Bâtiments remarquables et lieux de mémoire
La place Dumoustier est caractérisée par une architecture hétérogène. Jusqu'aux années 2000, le nord-ouest gardait des traces des édifices religieux liés à la collégiale Notre-Dame (ces éléments ont disparu après la construction d'un immeuble au début des années 2010). Toujours au nord, la place présente des bâtiments anciens, sur un parcellaire du Moyen Âge. À l'est, les restes du glacis construit après 1800 sur les structures du prolongement de la nef de l'ancienne église forment un ensemble hétéroclite. La période pendant laquelle l'esplanade devient place de marché, après 1836, voit la construction d'immeubles néoclassiques. Durant la période de la construction de la place Saint-Pierre, la place Dumoustier n'est affectée que par l'élévation rue Portail d'un immeuble de style haussmannien, dont une travée donne au sud-est de la place.
L'hôtel Plumard de Rieux, vaste hôtel particulier, est construit à l'ouest de la place durant le premier quart du XIXe siècle, par Perraudeau fils, sur les plans de Saint-Félix Seheult et Lalande.

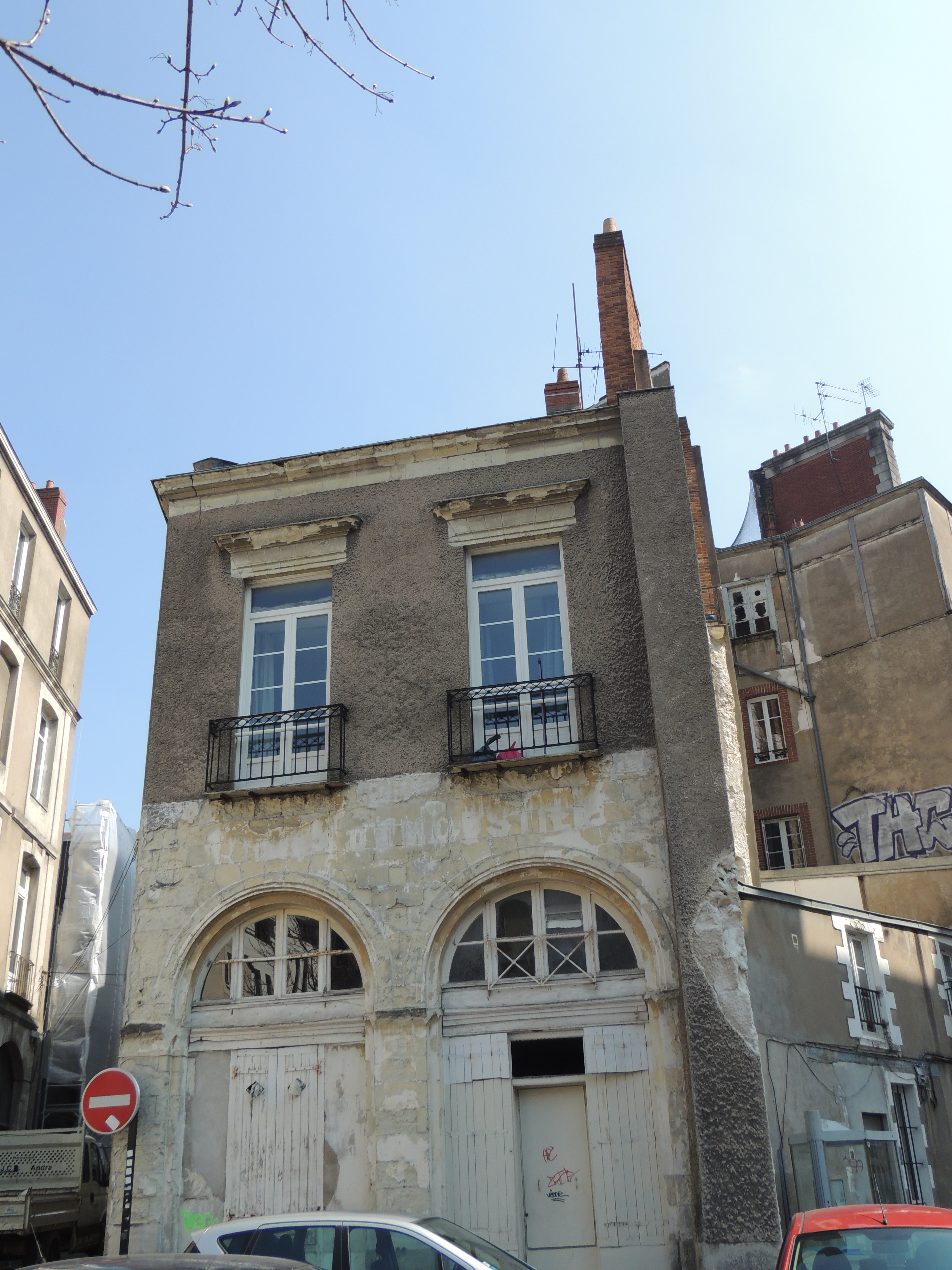
Immeuble côté est
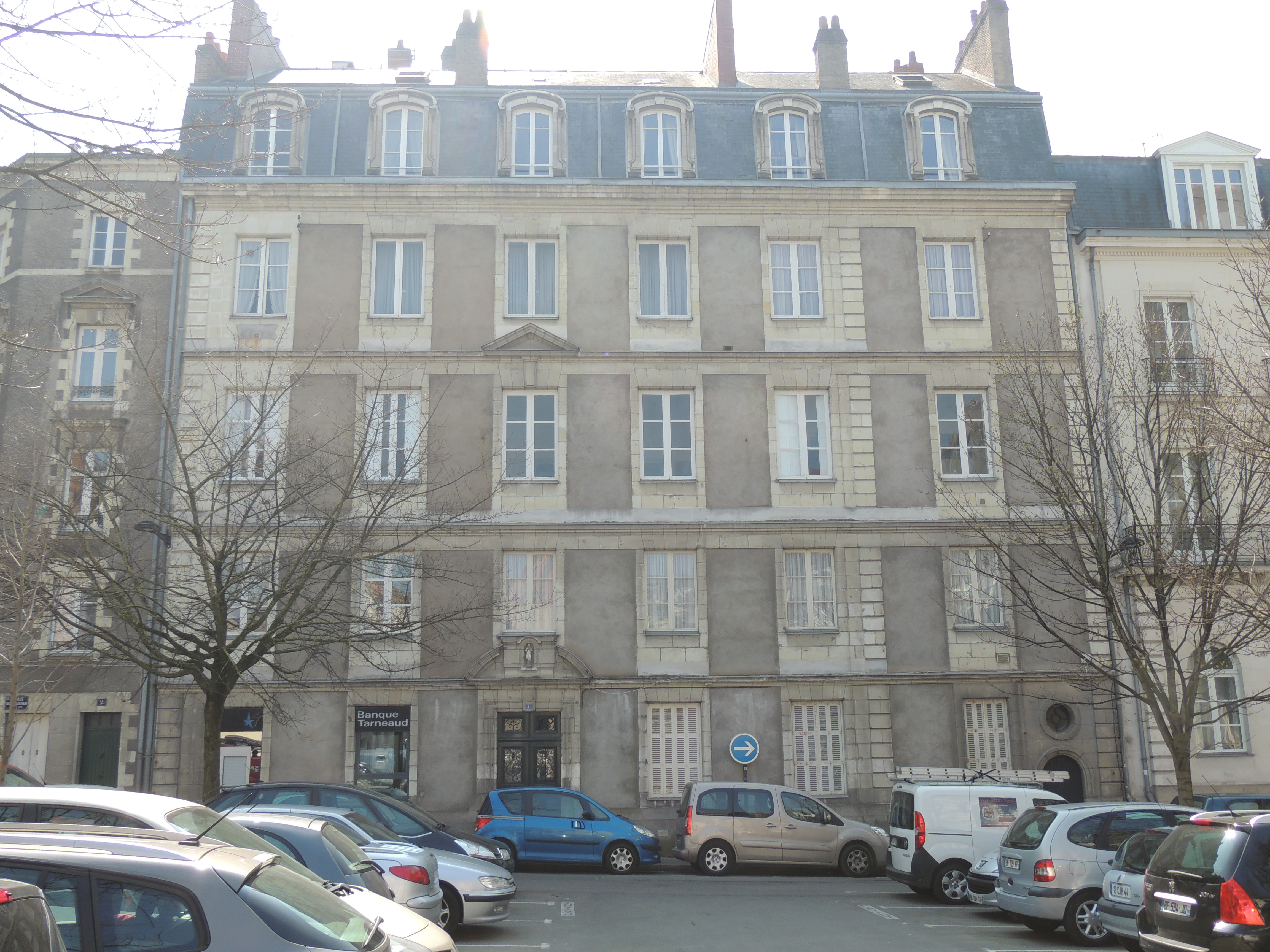
Immeubles côté sud
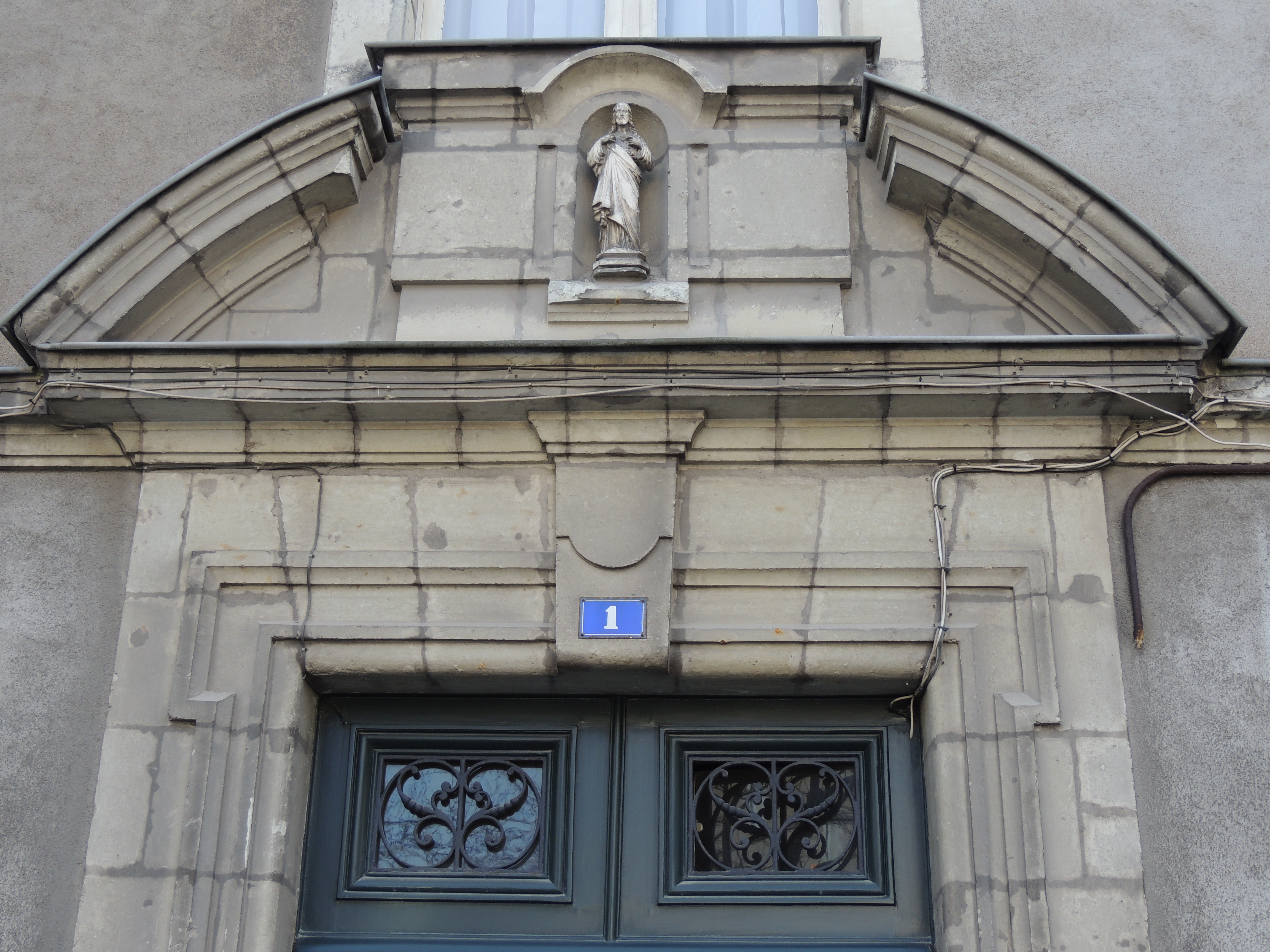
Porte de l'immeuble au numéro 1, côté sud
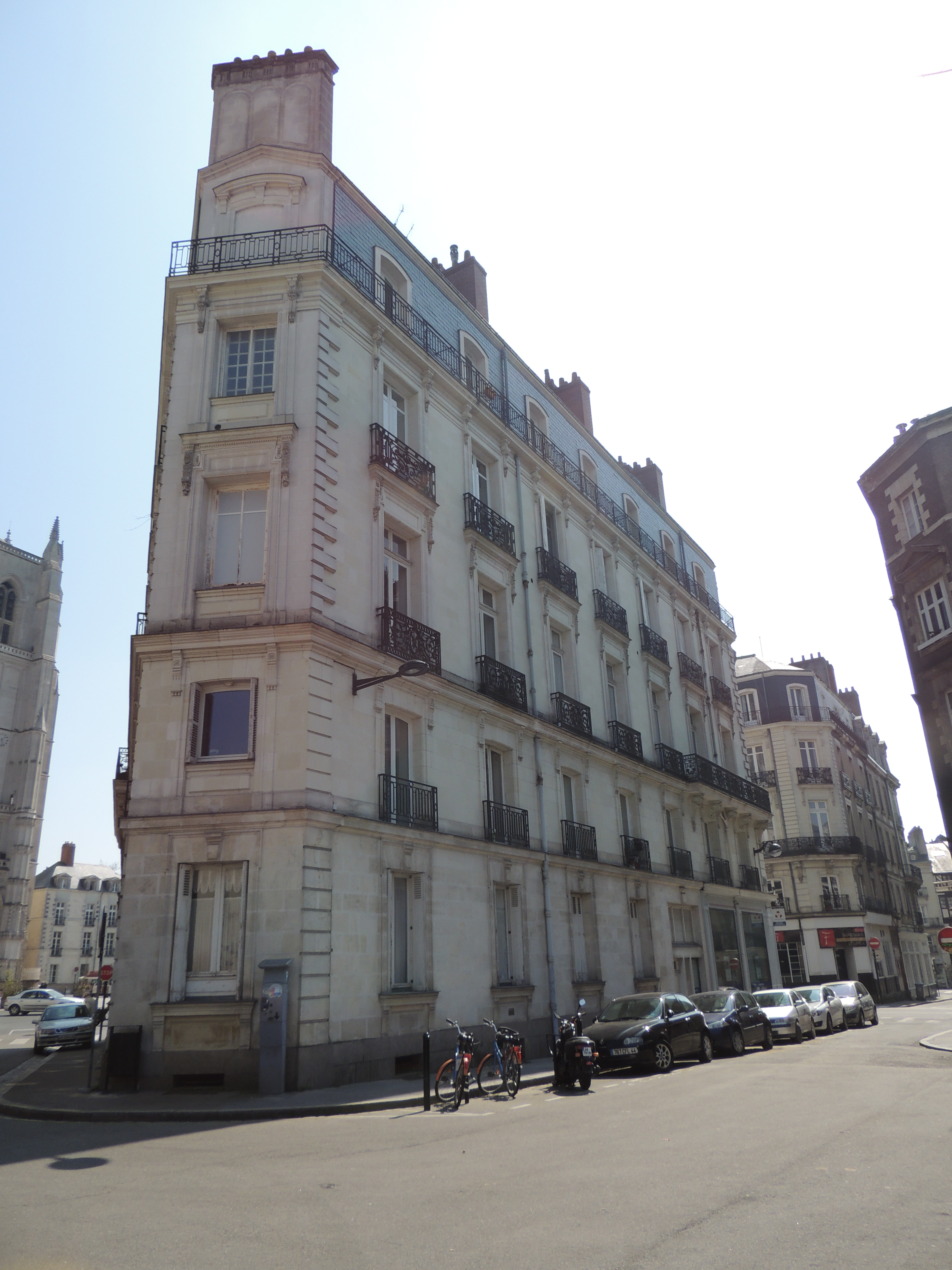
Immeubles à l'angle sud-est, avec les rues Portail (à gauche) et Saint-Denis (à droite)
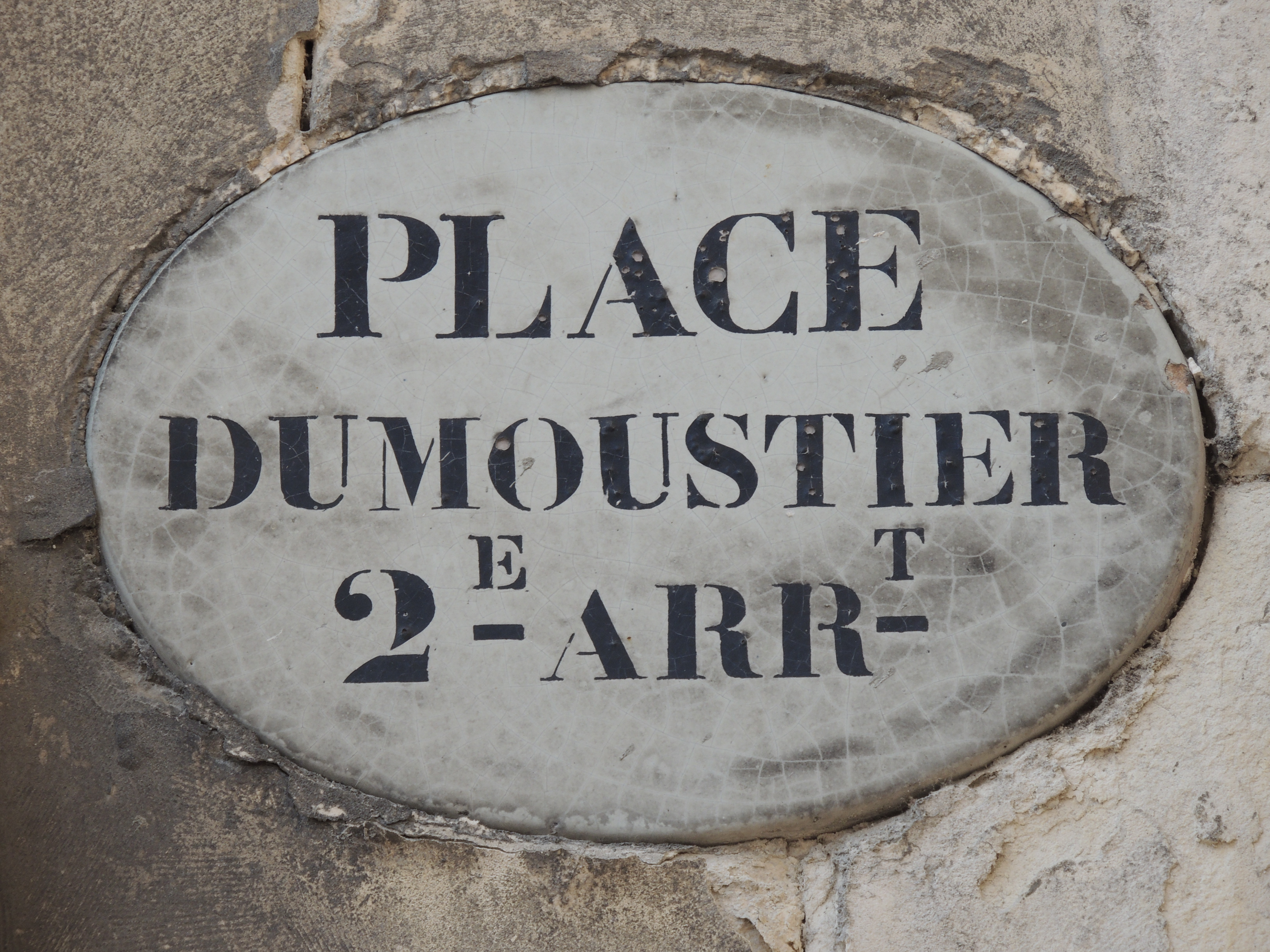
Ancienne plaque en faïence